# Trichotosia vestita
Trichotosia vestita är en orkidéart som först beskrevs av Nathaniel Wallich och John Lindley, och fick sitt nu gällande namn av Friedrich Fritz Wilhelm Ludwig Kraenzlin. Trichotosia vestita ingår i släktet Trichotosia och familjen orkidéer. Inga underarter finns listade i Catalogue of Life.